# All Blues
Pour les articles homonymes, voir All, Blue et Blues (homonymie).
Clip vidéo
[vidéo] « Miles Davis - All Blues  », sur YouTube
All Blues (Tous les bleus ou tous les blues, en anglais) est un standard de jazz blues modal du trompettiste de jazz américain Miles Davis (1926-1991) enregistré le 22 avril 1959 chez Columbia Records de Manhattan à New York pour son album Kind of Blue de 1959 (probablement l'album de jazz le plus vendu de l'histoire du jazz, avec plus de 4 millions d'exemplaires). Cette composition est considérée comme un des chefs-d'œuvre emblématiques monumental cultes de son œuvre, et du jazz modal (dont il est un des principaux fondateurs avec cette composition et cet album,,).

## Histoire

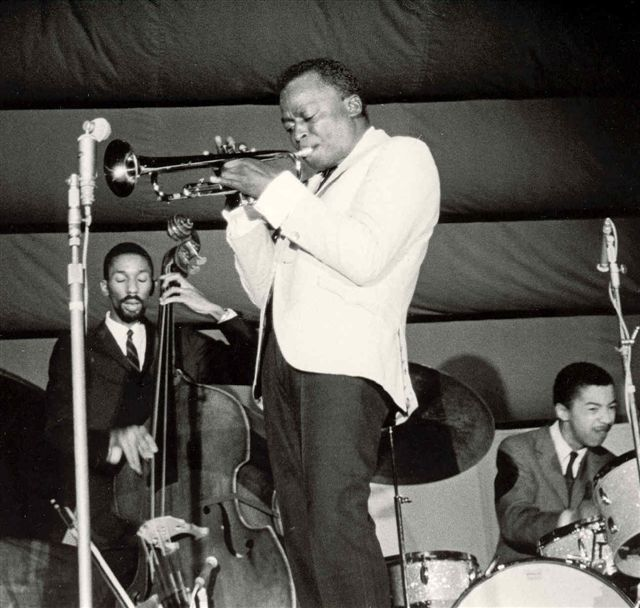
Miles Davis, au festival de jazz d'Antibes Juan-les-Pins de 1963

À la suite du sentiment d'avoir entièrement exploré cool jazz, bebop et hard bop des débuts de sa carrière des années 1950 d'après-guerre, Miles Davis révolutionne le jazz blues d'alors en tant qu'initiateur du jazz modal, avec son sextet modal iconique, son album Milestones de 1958, et ce nouvel album Kind of Blue (Sorte de Bleu) de 1959. Il est âgé de 33 ans lorsqu'il compose (en même temps que So What) cette œuvre instrumentale majeure de jazz blues modal de plus de 11 minutes au piano « unique » avant-gardiste, intemporelle, d'un incroyable modernisme révolutionnaire pour son époque, inspiré du compositeur George Russell, avec des arrangements du pianiste-compositeur Gil Evans, tout en citant « Je n'ai pas écrit la musique de Kind of Blue, mais j'ai apporté des croquis de ce que tout le monde était censé jouer parce que je voulais beaucoup de spontanéité dans le jeu... Tout était joué dans l’instant en une seule première prise, ce qui indique le niveau de chacun des musiciens. C'était magnifique. »,. Il enregistre ce titre lors d'une session du 22 avril 1959 au Columbia's 30th Street Studio de Manhattan à New York, avec le son caractéristique et emblématique de sa trompette, John Coltrane au saxophone ténor, Julian Cannonball Adderley au saxophone alto, Bill Evans au piano, Paul Chambers à la contrebasse, et Jimmy Cobb à la batterie. Miles Davis cite également « J’ai encore en tête la musique que j’entendais dans l’Arkansas, chez mon grand père... Nous partions le soir sur des routes sombres de campagne et, tout à coup cette musique semblait surgir de nulle part (…) quelqu’un se mettait à jouer de la guitare comme B. B. King, un homme et une femme chantaient.(…) Ce son là, ce côté blues (…) C’est à la tombée de la nuit, sur les petites routes secondaires hantées de l’Arkansas, lorsque les chats huants sortent en ululant, que ce son se mêla à mon sang ». « Je pense que ce genre de choses est resté avec moi, tu vois ce que je veux dire? Ce genre de son dans la musique, ce genre de blues, d'église, de funk sur la route, ce son et ce rythme du sud, du Midwest, du rural ». « J'ai écrit ce blues qui essayait de retrouver ce sentiment que j'avais quand j'avais six ans, marchant avec mon cousin le long de cette sombre route de l'Arkansas. J'ai donc écrit environ cinq mesures de cela et je l'ai enregistré et ajouté une sorte de son en cours d'exécution dans le mix... ».

## Paroles
Oscar Brown écrit plus tard des paroles pour cette composition, avec un jeu de mots entre blues (bleus, en anglais) et blues,  interprétée entre autres par Dee Dee Bridgewater, et Ernestine Anderson... « La mer, le ciel, toi et moi, Je sais que nous sommes tous blues, Toutes nuances, toutes teintes, tous blues, Certains blues sont tristes, certains sont heureux. Sombre, triste, ou lumineux, heureux, Tout est blues, Toutes nuances, toutes teintes, tous blues. Une couleur, les blues sont plus qu'une couleur, Ils sont gémissement de douleur, et ont un goût de conflits, ainsi qu'un triste refrain, joué pendant la nuit. Le blues est peut être notre droit de vivre que nous payons tous, yeah oh seigneur. Dans un arc-en-ciel, un jour d'été, juste une prière exprimant une complainte, yeah. C'est une certaine nuance de blues, le blues est la teinte du ciel, Tout est blues... »

## Miles Davis modal sextet
- Miles Davis : trompette
- John Coltrane : saxophone ténor
- Julian Cannonball Adderley : saxophone alto
- Bill Evans : piano (ex pianiste du sextet, qui joue à la place de Wynton Kelly, pour ce morceau de l'album)
- Paul Chambers : contrebasse
- Jimmy Cobb : batterie

Miles Davis enregistre une nouvelle version revisitée plus rapide en 1965, avec Wayne Shorter au saxophone, Herbie Hancock au piano, Ron Carter à la contrebasse, et Tony Williams à la batterie. 

## Album Kind of Blue
- So What - 9:22
- Freddie Freeloader - 9:49
- Blue in Green - 5:38
- All Blues - 11:33
- Flamenco Sketches - 9:26

## Reprises
Ce standard est repris par de nombreux interprètes, dont Chet Baker (1979), Freddie Hubbard et Oscar Peterson (1982), Kenny Drew (2001), Peter Frampton, avec Larry Carlton (2019)...